# Pooky Quesnel
Joanna Gabrielle 'Pooky' Quesnel (Eccles (City of Salford), 30 april 1966) is een Britse actrice, scenarioschrijfster en zangeres.

## Biografie
Quesnel werd geboren in de plaats Eccles, een dorp in de gemeente City of Salford, in een gezin van zeven kinderen. Zij studeerde Engels aan de Universiteit van Oxford in Oxford, hierna studeerde zij voor een jaar aan een toneelschool. In de jaren 80 trad zij op in een band van Humphrey Carpenter in The Ritz hotel in Londen, toen Carpenter in 2005 overleed trad zij op in een tributeconcert voor hem.
Quesnel begon in 1993 met acteren in de film The Hawk, waarna zij nog meerdere rollen speelde in films en televisieseries.
Quesnel is naast actrice ook actief als scenarioschrijfster, zij schreef onder andere scripts voor de televisieseries Doctors en Family Affairs. Haar vader uit Trinidad-Tobago werkte zeven jaar in Kalmukkië in de Kaukassus, Zuid-Rusland en nam het gezin mee. Pooky spreekt de taal accentloos. 
Quesnel is in haar vrije tijd actief in het beoefenen van flamenco en kickboksen.

## Filmografie

### Films
Uitgezonderd korte films.
- 2021 The Trick - als Stella Acton
- 2018 The Queen and I - als Delia Manson
- 2016 Pride and Prejudice and Zombies - als mrs. Phillips
- 2012 Great Expectations - als Sarah Pocket
- 2012 The Preston Passion - als Betty Cleasby
- 2011 Just Henry - als mrs. Jeffries
- 2009 Enid - als Theresa Blyton
- 2007 Oh Happy Day - als Fern
- 2007 Recovery - als huiseigenaar
- 2005 Walk Away and I Stumble - als Suzi
- 2002 Innocents - als Michaela Willis
- 1999 A Christmas Carol - als Maude
- 1993 The Hawk - als WPC Clarke

### Televisieseries
Uitgezonderd eenmalige gastrollen.
- 2022 The Confessions of Frannie Langton - als Linux - 4 afl.
- 2022 The Larkins - als Enid - 5 afl.
- 2022 Ralph & Katie - als Louise - 6 afl.
- 2021 Wolfe - als Maxine - 3 afl.
- 2020 Two Weeks to Live - als Mandy - 3 afl.
- 2016-2020 The A Word - als Louise Wilson - 18 afl.
- 2019 The Victim - als Mo Buckley - 4 afl.
- 2018 Kiss Me First - als Marion - 2 afl.
- 2017 W1A - als Fiona Craig - 3 afl.
- 2016 Class - als Dorothea Ames - 4 afl.
- 2016 The Living and the Dead - als Agnes Thatcher - 3 afl.
- 2014-2015 Waterloo Road - als Olga Fitzgerald - 12 afl.
- 2013 The Guilty - als Ruth Hyde - 3 afl.
- 2012 Silent Witness - als Helen Karamides - 2 afl.
- 2011 Top Boy - als dr. Jenny Northam - 3 afl.
- 2010 Doctors - als dr. Diana Flaxman - 3 afl.
- 2007-2010 EastEnders - als Rachel - 19 afl.
- 2010 Five Days - als Maureen Hardy - 4 afl.
- 2009 Paradox - als D.C.I. Sarah Bower - 3 afl.
- 2009 Criminal Justice - als Alicia Rose - 5 afl.
- 2007 True Dare Kiss - als Nita McKinnon - 6 afl.
- 2005 The Golden Hour - als dr. Christine Whelan - 4 afl.
- 2005 Life Isn't All Ha Ha Hee Hee - als Bea - 2 afl.
- 2001 Family Affairs - als Diane Short - 6 afl.
- 2001 Adrian Mole: The Cappuccino Years - als Eleanor Flood - 2 afl.
- 2000 Cold Feet - als Emma Keaton - 2 afl.
- 1996-1997 Thief Takers - als rechercheur Grace Harris - 8 afl.
- 1996 Finney - als Carol - 6 afl.
- 1994 Cardiac Arrest - als dr. Monica Broome - 6 afl.
- 1993 A Woman's Guide to Adultery - als Francie - ? afl.

### Computerspellen
- 2020 Watch Dogs: Legion - als Mary Kelley
- 2018 World of Warcraft: Battle for Azeroth - als stem
- 2016 Dark Souls III - als diverse stemmen
- 2015 Bloodborne - als Arianna - vrouw van plezier / Yharnamite
- 2007 Harry Potter en de Orde van de Feniks - als Moaning Myrtle

- International Standard Name Identifier: 0000 0003 5663 7206
- Library of Congress Control Number: no2011177879
- Virtual International Authority File: 190471032
- WorldCat: E39PBJvd6b363QF6gFpQBGbGHC